# Monotropa uniflora
Monotropa uniflora, és una planta nativa de zones de les regions temperades d'Àsia, Amèrica del Nord i nord d'Amèrica del Sud. Abans estava classificava dins de la família de les Monotropàcies (Monotropaceae), però ara s'inclou dins de la família de les ericàcies (Ericaceae). És d'aparició efímera, depenent de les condicions adequades (humitat després d'un període sec) per aparèixer complet en un parell de dies. Es presenta rarament.

## Descripció
Les tiges fan a una alçada de 5 a 30 centímetres, enfundades amb fulles molt reduïdes de 5 a 10 mil·límetres de llargada, millor identificades com a escates o bràctees. Aquestes estructures són petites, primes i translúcides; no tenen pecíols, sinó que s'estenen en forma de beina fora de la tija.
Com el seu nom científic indica, i a diferència dels relacionats Monotropa hypopitys (però com la relació estreta amb Monotropastrum humile), les tiges porten una sola flor de 10 a 20 mm de llargada, amb 3 a 8 pètals translúcids, de 10 a 12 estams i un sol pistil. Floreix des de principis d'estiu fins a principis de tardor, sovint uns dies després de la pluja. El fruit, d'estructura ovalada en forma de càpsula, s'engrandeix i es torna vertical quan les llavors maduren. Passada la maduresa, la tija i la càpsula tenen un aspecte dessecat i marró fosc o negre amb una textura trencadissa.
Les llavors de M. uniflora són petites i oscil·len entre 0,6 i 0,8 mm de llargada. Un cop la planta ha estat pol·linitzada, les llavors s'empenyen a través dels pètals en una petita escletxa i es dispersen mitjançant l'acció del vent.
No conté clorofil·la i és una planta paràsita, més específicament micoheterotròfica. Els seus hostes són alguns fongs amb relació micorrízica amb els arbres que aprofiten la fotosíntesi de l'arbre. A diferència de la majoria de les plantes, és blanca i no conté clorofil·la. En lloc de generar aliments utilitzant l'energia de la llum solar, és una planta paràsita, i més concretament un micoheteròtrof. Els seus hostes pertanyen a la família de les russulàcies (Russulaceae). La majoria dels fongs són micorrizats. És a dir, a través de la xarxa fúngica de les micorrizes, les arrels de M. uniflora finalment esgoten l'aliment des d'on els fongs hostes estan connectats als arbres fotosintètics. Les arrels nuoses agrupades d'aquesta planta estan cobertes de pèls anomenats cistides. Els cistidis que es troben en aquestes arrels permeten unir-se fàcilment a les hifes dels fongs, com es pot veure a les ectomicorizes. Com que no depèn de la llum solar per créixer, pot créixer en ambients molt foscos com al sotabosc dels boscos densos. De vegades és completament blanca però normalment és una planta de color negre i rosat pàl·lid. Poques variants presenten un color vermell fosc. La complexa relació que permet créixer aquesta planta fa difícil la propagació.

### Genètica
M. uniflora es troba a tres àrees de distribució general: Àsia, Amèrica del Nord i Amèrica del Sud central i nord. L'anàlisi d'ADN ha demostrat que aquestes tres poblacions són genèticament diferents entre elles. A més, la població nord-americana i la població centre/sud-americana semblen estar més estretament relacionades entre elles que amb la població asiàtica.
L'espècie té 48 cromosomes.

## Taxonomia
Monotropa uniflora va ser descrit per Carl von Linnaeus i publicat a Species Plantarum 1: 387–388, a l'any 1753. (1 de maig de 1753).
Etimologia
Monotropa: nom genèric que prové del grec i significa "una volta".
uniflora: epítet llatí que significa "d'una sola flor".
Sinonímia
- Hypopitys uniflora (L.) Crantz
- Monotropa australis Andres
- Monotropa brittonii Small
- Monotropa coccinea var. mexicana Lange
- Monotropa coccinea var. nicaraguensis Lange
- Monotropa morisoni Pers.
- Monotropa morisoniana Michx.
- Monotropa uniflora fo. rosea Fosberg
- Monotropa uniflora subsp. coccinea (Zucc.) Andres
- Monotropa uniflora var. australis (Andres) Domin
- Monotropa uniflora var. coccinea (Zucc.) Domin
- Monotropa uniflora var. nicaraguensis Lange
- Monotropa uniflora var. variegata Andres[14]

## Ecologia
Les flors de M. uniflora són visitats per diverses espècies d'abelles i mosques, més comunament borinots. Els borinots són un important agent de dispersió del pol·len per a la planta, arrossegant-se a la flor per cercar el pol·len.
Com la majoria de plantes micoheteròtrofs, M. uniflora s'associa amb una petita gamma de fongs hostes, tots ells membres de les russulàcies (Russulaceae).
Sovint s'associa amb els faigs.

## Toxicitat
La planta conté glicòsids i pot ser tòxica per als humans

## Usos
A més dels diversos usos mèdics informats, la planta s'ha utilitzat com a ansiolític en herboristeria des de finals del segle xix. Això pot ser degut al fet que la planta conté àcid salicílic.
Walter H. Prest va descriure que la planta tenia un sabor semblant als espàrrecs un cop cuinada.

## Galeria
- M. uniflora
- Detall de la tija
- Les fulles alternes
- Flor a prop de Kearney, Ontario, Canadà
- Detall de flors
- Cadascuna de les deu anteres s'obre a través de dues escletxes corbes.
- Mostra una coloració rosada
- Una rara coloració vermella
- Creixent a Puget Sound, Washington
- Caps de llavors de tardor, Pennsilvània